# Золотий глобус (62-га церемонія вручення)
62-га церемонія вручення нагород премії «Золотий глобус»

16 січня 2005 року
Найкращий фільм — драма: 
«Авіатор»
Найкращий фільм —
комедія або мюзикл: 
«На узбіччі»
Найкращий телесеріал — драма: 
«Частини тіла»
Найкращий телесеріал —
комедія або мюзикл: 
«Відчайдушні домогосподарки»
Найкращий мінісеріал або телефільм: 
«Життя і смерть Пітера Селлерса»
< 61-ша • Церемонії вручення • 63-та >
62-га церемонія вручення нагород премії «Золотий глобус» за заслуги в галузі кінематографу і телебачення за 2004 рік, що відбулася 16 січня 2005 в готелі Беверлі-Гілтон (Беверлі-Гіллз, Лос-Анджелес, Каліфорнія). Номінантів оголосили 13 грудня 2004.
Біографічна драма Мартіна Скорсезе «Авіатор» була представлена в шести категоріях і отримала перемогу в трьох номінаціях «Найкращий фільм — драма», «Найкраща музика», а також «Найкраща чоловіча роль — драма» в якій Леонардо Ді Капріо отримав премію за роль Говарда Г'юза. Драматична комедія «На узбіччі» змагалась в семи номінаціях, але здобула лише дві премії за «Найкращий фільм — комедія або мюзикл» та «Найкращий сценарій». Першість серед серіалів дісталась телесеріалу «Відчайдушні домогосподарки» який був номінований в п’ятьох категоріях і здобув дві перемоги за «Найкращий серіал — комедія або мюзикл» та «Найкраща жіноча роль серіалу — комедія або мюзикл», Тері Гетчер отримала премію за роль Сьюзен Маєр. Дві премії також отримав телефільм «Життя і смерть Пітера Селлерса», який був номінований в чотирьох категоріях.

## Список лауреатів і номінантів

### Кіно
Фільми з найбільшою кількістю нагород та номінацій
| Фільм                           | Перемоги | Номінації |
| ------------------------------- | -------- | --------- |
| • «Авіатор»                     | 3        | 6         |
| • «На узбіччі»                  | 2        | 7         |
| • «Близькість»                  | 2        | 5         |
| • «Крихітка на мільйон доларів» | 2        | 5         |
| • «Рей»                         | 1        | 2         |
| • «Море всередині»              | 1        | 2         |
| • «Бути Джулією»                | 1        | 1         |
| • «Алфі»                        | 1        | 1         |
| • «Чарівна країна»              | —        | 5         |
| • «Вічне сяйво чистого розуму»  | —        | 4         |
| • «Готель «Руанда»              | —        | 3         |
| • «Кінсі»                       | —        | 3         |
| • «Привид опери»                | —        | 3         |
| • «Улюбленець»                  | —        | 2         |
| • «Убити Білла. Фільм 2»        | —        | 2         |

• Переможці вказані першими і виділені окремим кольором.
| Категорія                                   | Лауреати і номінанти                                                        | Лауреати і номінанти                                                    |
| ------------------------------------------- | --------------------------------------------------------------------------- | ----------------------------------------------------------------------- |
| Найкращий фільм — драма                     | • «Авіатор»                                                                 | • «Авіатор»                                                             |
| Найкращий фільм — драма                     | • «Близькість»                                                              |                                                                         |
| Найкращий фільм — драма                     | • «Чарівна країна»                                                          |                                                                         |
| Найкращий фільм — драма                     | • «Готель «Руанда»                                                          |                                                                         |
| Найкращий фільм — драма                     | • «Кінсі» / Kinsey                                                          |                                                                         |
| Найкращий фільм — драма                     | • «Крихітка на мільйон доларів»                                             |                                                                         |
| Найкращий фільм — комедія або мюзикл        | • «На узбіччі»                                                              | • «На узбіччі»                                                          |
| Найкращий фільм — комедія або мюзикл        | • «Вічне сяйво чистого розуму»                                              |                                                                         |
| Найкращий фільм — комедія або мюзикл        | • «Суперсімейка»                                                            |                                                                         |
| Найкращий фільм — комедія або мюзикл        | • «Привид опери»                                                            |                                                                         |
| Найкращий фільм — комедія або мюзикл        | • «Рей»                                                                     |                                                                         |
| Найкраща чоловіча роль — драма              |                                                                             | • «Авіатор» — Леонардо Ді Капріо за роль Говарда Г'юза                  |
| Найкраща чоловіча роль — драма              | • «Море всередині» — Хав'єр Бардем за роль Рамона Сампедро                  |                                                                         |
| Найкраща чоловіча роль — драма              | • «Готель «Руанда» — Дон Чідл за роль Пола Русесабаджіни                    |                                                                         |
| Найкраща чоловіча роль — драма              | • «Чарівна країна» — Джонні Депп за роль Джеймса Баррі                      |                                                                         |
| Найкраща чоловіча роль — драма              | • «Кінсі» — Ліам Нісон за роль Альфреда Кінсі                               |                                                                         |
| Найкраща жіноча роль — драма                |                                                                             | • «Крихітка на мільйон доларів» — Гіларі Свенк за роль Меггі Фіцжеральд |
| Найкраща жіноча роль — драма                | • «Пісня кохання для Боббі Лонга» — Скарлетт Йоганссон за роль Перслі Вілл  |                                                                         |
| Найкраща жіноча роль — драма                | • «Народження» — Ніколь Кідман за роль Анни Вікер                           |                                                                         |
| Найкраща жіноча роль — драма                | • «Віра Дрейк» — Імелда Стонтон за роль Віри Дрейк                          |                                                                         |
| Найкраща жіноча роль — драма                | • «Убити Білла. Фільм 2» — Ума Турман за роль Беатрікс Кіддо                |                                                                         |
| Найкраща чоловіча роль — комедія або мюзикл |                                                                             | • «Рей» — Джеймі Фокс за роль Рея Чарльза                               |
| Найкраща чоловіча роль — комедія або мюзикл | • «Вічне сяйво чистого розуму» — Джим Керрі за роль Джоела Беріша           |                                                                         |
| Найкраща чоловіча роль — комедія або мюзикл | • «На узбіччі» — Пол Джаматті за роль Майлза                                |                                                                         |
| Найкраща чоловіча роль — комедія або мюзикл | • «Улюбленець» — Кевін Клайн за роль Коула Портера                          |                                                                         |
| Найкраща чоловіча роль — комедія або мюзикл | • «Біля моря» — Кевін Спейсі за роль Боббі Даріна                           |                                                                         |
| Найкраща жіноча роль — комедія або мюзикл   |                                                                             | • «Бути Джулією» — Аннетт Бенінг за роль Джулії Ламберт                 |
| Найкраща жіноча роль — комедія або мюзикл   | • «Улюбленець» — Ешлі Джад за роль Лінди Портер                             |                                                                         |
| Найкраща жіноча роль — комедія або мюзикл   | • «Привид опери» — Еммі Россум за роль Христини Дайе                        |                                                                         |
| Найкраща жіноча роль — комедія або мюзикл   | • «Вічне сяйво чистого розуму» — Кейт Вінслет за роль Клементини Кручинські |                                                                         |
| Найкраща жіноча роль — комедія або мюзикл   | • «Бріджит Джонс: Межі розумного» — Рене Зеллвегер за роль Бріджит Джонс    |                                                                         |
| Найкраща чоловіча роль другого плану        |                                                                             | • «Близькість» — Клайв Овен за роль Ларрі Грея                          |
| Найкраща чоловіча роль другого плану        | • «Убити Білла. Фільм 2» — Девід Керрадайн за роль Білла                    |                                                                         |
| Найкраща чоловіча роль другого плану        | • «Співучасник» — Джеймі Фокс за роль Макса Дурошера                        |                                                                         |
| Найкраща чоловіча роль другого плану        | • «На узбіччі» — Томас Гейден Черч за роль Джека Коула                      |                                                                         |
| Найкраща чоловіча роль другого плану        | • «Крихітка на мільйон доларів» — Морган Фрімен за роль Едді Дюпрі          |                                                                         |
| Найкраща жіноча роль другого плану          |                                                                             | • «Близькість» — Наталі Портман за роль Еліс Ейрс / Джейн Джонс         |
| Найкраща жіноча роль другого плану          | • «Авіатор» — Кейт Бланшетт за роль Кетрін Гепберн                          |                                                                         |
| Найкраща жіноча роль другого плану          | • «Кінсі» — Лора Лінні за роль Клари Макміллен                              |                                                                         |
| Найкраща жіноча роль другого плану          | • «На узбіччі» — Вірджинія Медсен за роль Маї Рендел                        |                                                                         |
| Найкраща жіноча роль другого плану          | • «Маньчжурський кандидат» — Меріл Стріп за роль Елеанор Шоу                |                                                                         |
| Найкраща режисерська робота                 |                                                                             | • «Крихітка на мільйон доларів» — Клінт Іствуд                          |
| Найкраща режисерська робота                 | • «Близькість» — Майк Ніколс                                                |                                                                         |
| Найкраща режисерська робота                 | • «Авіатор» — Мартін Скорсезе                                               |                                                                         |
| Найкраща режисерська робота                 | • «На узбіччі» — Александр Пейн                                             |                                                                         |
| Найкраща режисерська робота                 | • «Чарівна країна» — Марк Форстер                                           |                                                                         |
| Найкращий сценарій                          | • «На узбіччі» — Александр Пейн, Джим Тейлор                                | • «На узбіччі» — Александр Пейн, Джим Тейлор                            |
| Найкращий сценарій                          | • «Авіатор» — Джон Логан                                                    |                                                                         |
| Найкращий сценарій                          | • «Близькість» — Патрік Марбер                                              |                                                                         |
| Найкращий сценарій                          | • «Вічне сяйво чистого розуму» — Чарлі Кауфман                              |                                                                         |
| Найкращий сценарій                          | • «Чарівна країна» — Девід Мегі                                             |                                                                         |
| Найкраща музика                             | • «Авіатор» — Говард Шор                                                    | • «Авіатор» — Говард Шор                                                |
| Найкраща музика                             | • «Чарівна країна» — Ян Качмарек                                            |                                                                         |
| Найкраща музика                             | • «Крихітка на мільйон доларів» — Клінт Іствуд                              |                                                                         |
| Найкраща музика                             | • «На узбіччі» — Рольф Кент                                                 |                                                                         |
| Найкраща музика                             | • «Іспанська англійська» — Ганс Ціммер                                      |                                                                         |
| Найкраща пісня                              | • «Алфі» — «Old Habits Die Hard»                                            | • «Алфі» — «Old Habits Die Hard»                                        |
| Найкраща пісня                              | • «Готель «Руанда» — «Million Voices»                                       |                                                                         |
| Найкраща пісня                              | • «Привид опери» — «Learn to Be Lonely»                                     |                                                                         |
| Найкраща пісня                              | • «Полярний експрес» — «Believe»                                            |                                                                         |
| Найкраща пісня                              | • «Шрек 2» — «Accidentally in Love»                                         |                                                                         |
| Найкращий фільм іноземною мовою             | • «Море всередині» (Іспанія)                                                | • «Море всередині» (Іспанія)                                            |
| Найкращий фільм іноземною мовою             | • «Хористи» (Франція)                                                       |                                                                         |
| Найкращий фільм іноземною мовою             | • «Будинок літаючих кинджалів» (Китай)                                      |                                                                         |
| Найкращий фільм іноземною мовою             | • «Че Гевара: Щоденники мотоцикліста» (США, Бразилія)                       |                                                                         |
| Найкращий фільм іноземною мовою             | • «Тривалі заручини» (Франція)                                              |                                                                         |

### Телебачення
Телесеріали з найбільшою кількістю нагород та номінацій
| Фільм                              | Перемоги | Номінації |
| ---------------------------------- | -------- | --------- |
| • «Відчайдушні домогосподарки»     | 2        | 5         |
| • «Життя і смерть Пітера Селлерса» | 2        | 4         |
| • «Ангели із залізними щелепами»   | 1        | 3         |
| • «Лев узимку»                     | 1        | 3         |
| • «Частини тіла»                   | 1        | 3         |
| • «Уповільнений розвиток»          | 1        | 2         |
| • «Бостонське правосуддя»          | 1        | 2         |
| • «Дедвуд»                         | 1        | 2         |
| • «Закон і порядок»                | 1        | 1         |
| • «Клан Сопрано»                   | —        | 4         |
| • «Вілл і Грейс»                   | —        | 3         |
| • «Антураж»                        | —        | 2         |
| • «Секс і місто»                   | —        | 2         |
| • «Те, що створив Господь»         | —        | 2         |

| Категорія                                                                | Лауреати і номінанти                                                            | Лауреати і номінанти                                                     |
| ------------------------------------------------------------------------ | ------------------------------------------------------------------------------- | ------------------------------------------------------------------------ |
| Найкращий серіал — драма                                                 | • «Частини тіла»                                                                | • «Частини тіла»                                                         |
| Найкращий серіал — драма                                                 | • «24»                                                                          |                                                                          |
| Найкращий серіал — драма                                                 | • «Дедвуд»                                                                      |                                                                          |
| Найкращий серіал — драма                                                 | • «Загублені»                                                                   |                                                                          |
| Найкращий серіал — драма                                                 | • «Клан Сопрано»                                                                |                                                                          |
| Найкращий серіал — комедія або мюзикл                                    | • «Відчайдушні домогосподарки»                                                  | • «Відчайдушні домогосподарки»                                           |
| Найкращий серіал — комедія або мюзикл                                    | • «Уповільнений розвиток»                                                       |                                                                          |
| Найкращий серіал — комедія або мюзикл                                    | • «Антураж»                                                                     |                                                                          |
| Найкращий серіал — комедія або мюзикл                                    | • «Секс і місто»                                                                |                                                                          |
| Найкращий серіал — комедія або мюзикл                                    | • «Вілл і Грейс»                                                                |                                                                          |
| Найкращий мінісеріал або телефільм                                       | • «Життя і смерть Пітера Селлерса»                                              | • «Життя і смерть Пітера Селлерса»                                       |
| Найкращий мінісеріал або телефільм                                       | • «Американська родина: Подорож мрій» / American Family: Journey of Dreams      |                                                                          |
| Найкращий мінісеріал або телефільм                                       | • «Ангели із залізними щелепами»                                                |                                                                          |
| Найкращий мінісеріал або телефільм                                       | • «Лев узимку»                                                                  |                                                                          |
| Найкращий мінісеріал або телефільм                                       | • «Те, що створив Господь» / Something the Lord Made                            |                                                                          |
| Найкраща чоловіча роль серіалу — драма                                   |                                                                                 | • «Дедвуд» — Іян Макшейн за роль Ела Сверінджона                         |
| Найкраща чоловіча роль серіалу — драма                                   | • «Щит» — Майкл Чикліс за роль Віка Меккі                                       |                                                                          |
| Найкраща чоловіча роль серіалу — драма                                   | • «Врятуй мене» — Деніс Лірі за роль Томмі Гевіна                               |                                                                          |
| Найкраща чоловіча роль серіалу — драма                                   | • «Частини тіла» — Джуліен Макмайон за роль Крістіна Троя                       |                                                                          |
| Найкраща чоловіча роль серіалу — драма                                   | • «Бостонське правосуддя» — Джеймс Спейдер за роль Алана Шора                   |                                                                          |
| Найкраща жіноча роль серіалу — драма                                     |                                                                                 | • «Закон і порядок» — Маріска Гаргітай за роль Олівії Бенсон             |
| Найкраща жіноча роль серіалу — драма                                     | • «Клан Сопрано» — Іді Фалко за роль Кармели Сопрано                            |                                                                          |
| Найкраща жіноча роль серіалу — драма                                     | • «Шпигунка» — Дженіфер Гарнер за роль Сідні Брістов                            |                                                                          |
| Найкраща жіноча роль серіалу — драма                                     | • «Джек і Боббі» — Крістін Лахті за роль Грейс МакКалістер                      |                                                                          |
| Найкраща жіноча роль серіалу — драма                                     | • «Частини тіла» — Джоелі Річардсон за роль Джулії МакНамара                    |                                                                          |
| Найкраща чоловіча роль серіалу — комедія або мюзикл                      |                                                                                 | • «Уповільнений розвиток» — Джейсон Бейтман за роль Майкла Блуза         |
| Найкраща чоловіча роль серіалу — комедія або мюзикл                      | • «Клініка» — Зак Брафф за роль Джона Доріана                                   |                                                                          |
| Найкраща чоловіча роль серіалу — комедія або мюзикл                      | • «Угамуй свій запал» — Ларрі Девід за роль Ларрі Девіда                        |                                                                          |
| Найкраща чоловіча роль серіалу — комедія або мюзикл                      | • «Друзі» — Метт Леблан за роль Джої Тріббіані                                  |                                                                          |
| Найкраща чоловіча роль серіалу — комедія або мюзикл                      | • «Монк» — Тоні Шалуб за роль Едріана Монка                                     |                                                                          |
| Найкраща чоловіча роль серіалу — комедія або мюзикл                      | • «Два з половиною чоловіки» — Чарлі Шин за роль Чарлі Гарпера                  |                                                                          |
| Найкраща жіноча роль серіалу — комедія або мюзикл                        |                                                                                 | • «Відчайдушні домогосподарки» — Тері Гетчер за роль Сьюзен Маєр         |
| Найкраща жіноча роль серіалу — комедія або мюзикл                        | • «Відчайдушні домогосподарки» — Фелісіті Хаффман за роль Лінетт Скаво          |                                                                          |
| Найкраща жіноча роль серіалу — комедія або мюзикл                        | • «Відчайдушні домогосподарки» — Марсія Кросс за роль Брі Ван де Камп           |                                                                          |
| Найкраща жіноча роль серіалу — комедія або мюзикл                        | • «Вілл і Грейс» — Дебра Мессінг за роль Грейс Адлер                            |                                                                          |
| Найкраща жіноча роль серіалу — комедія або мюзикл                        | • «Секс і Місто» — Сара Джессіка Паркер за роль Керрі Бредшоу                   |                                                                          |
| Найкраща чоловіча роль мінісеріалу або телефільму                        |                                                                                 | • «Життя і смерть Пітера Селлерса» — Джеффрі Раш за роль Пітера Селлерса |
| Найкраща чоловіча роль мінісеріалу або телефільму                        | • «Те, що створив Господь» — Мос Деф за роль Вів’єна Томаса                     |                                                                          |
| Найкраща чоловіча роль мінісеріалу або телефільму                        | • «Спокута: Історія Стенлі Тукі Уільямса» — Джеймі Фокс за роль Стенлі Вільямса |                                                                          |
| Найкраща чоловіча роль мінісеріалу або телефільму                        | • «Вовняна шапка» — Вільям Мейсі за роль Джигета                                |                                                                          |
| Найкраща чоловіча роль мінісеріалу або телефільму                        | • «Лев узимку» — Патрік Стюарт за роль короля Генріха II                        |                                                                          |
| Найкраща жіноча роль мінісеріалу або телефільму                          |                                                                                 | • «Лев узимку» — Гленн Клоуз за роль королеви Елеонори                   |
| Найкраща жіноча роль мінісеріалу або телефільму                          | • «Тоді, коли ми були дорослими» — Блайт Деннер за роль Ребекки Голмс           |                                                                          |
| Найкраща жіноча роль мінісеріалу або телефільму                          | • «Сітка» — Джуліанна Маргуліс за роль Мерен Джексон                            |                                                                          |
| Найкраща жіноча роль мінісеріалу або телефільму                          | • «Загублений принц» — Міранда Річардсон за роль королеви Марії                 |                                                                          |
| Найкраща жіноча роль мінісеріалу або телефільму                          | • «Ангели із залізними щелепами» — Гіларі Свенк за роль Еліс Пол                |                                                                          |
| Найкраща чоловіча роль другого плану серіалу, мінісеріалу або телефільму |                                                                                 | • «Бостонське правосуддя» — Вільям Шетнер за роль Денні Крейна           |
| Найкраща чоловіча роль другого плану серіалу, мінісеріалу або телефільму | • «Вілл і Грейс» — Шон Гейс за роль Джека Макфарленда                           |                                                                          |
| Найкраща чоловіча роль другого плану серіалу, мінісеріалу або телефільму | • «Клан Сопрано» — Майкл Імперіолі за роль Крістофера Молтісанті                |                                                                          |
| Найкраща чоловіча роль другого плану серіалу, мінісеріалу або телефільму | • «Антураж» — Джеремі Півен за роль Арі Голда                                   |                                                                          |
| Найкраща чоловіча роль другого плану серіалу, мінісеріалу або телефільму | • «Гафф» — Олівер Платт за роль Рассела Таппера                                 |                                                                          |
| Найкраща жіноча роль другого плану серіалу, мінісеріалу або телефільму   |                                                                                 | • «Ангели із залізними щелепами» — Анжеліка Г'юстон за роль Керрі Чепмен |
| Найкраща жіноча роль другого плану серіалу, мінісеріалу або телефільму   | • «Клан Сопрано» — Дреа де Маттео за роль Адріани Ла-Серве                      |                                                                          |
| Найкраща жіноча роль другого плану серіалу, мінісеріалу або телефільму   | • «Відчайдушні домогосподарки» — Ніколет Шерідан за роль Іді Брітт              |                                                                          |
| Найкраща жіноча роль другого плану серіалу, мінісеріалу або телефільму   | • «Життя і смерть Пітера Селлерса» — Шарліз Терон за роль Брітт Екленд          |                                                                          |
| Найкраща жіноча роль другого плану серіалу, мінісеріалу або телефільму   | • «Життя і смерть Пітера Селлерса» — Емілі Вотсон за роль Енн Гов               |                                                                          |

## Спеціальні нагороди
| Премія імені Сесіля Б. Де Мілля (Нагорода за внесок у кінематограф) |  | Робін Вільямс американський актор, комік                    |
| Міс «Золотий глобус» (Символічний титул)                            |  | Кетрін Іствуд донька актора Клінта Іствуда та Джейслін Рівс |